# Bobrek (Chełmek)
Bobrek ist eine Ortschaft mit einem Schulzenamt der Gemeinde Chełmek im Powiat Oświęcimski der Woiwodschaft Kleinpolen, Polen.

## Geografie
Bobrek liegt am linken nördlichen Ufer der Weichsel. Nachbarorte sind die Stadt Oświęcim im Süden, Broszkowice im Westen, Gorzów im Nordwesten, Gromiec im Osten.

## Geschichte
Der Ort wurde 1390 erstmals urkundlich als Bobrek erwähnt. Der Name ist abgeleitet von den Bibern (polnisch bóbr). Im Jahr 1408 wurde die Burg in Bobrek erwähnt, die Jan Ligęza gehörte. Zwei Jahre später beteiligte sich Jan Ligęza an der Schlacht bei Tannenberg. Die Burg hütete die polnische Grenze gegen die schlesischen Herzogtümer im Königreich Böhmen.
Bei der dritten Teilung Polens wurde Bobrek 1795 Teil des habsburgischen Kaiserreichs. In den Jahren 1815–1846 gehörte das Dorf zur Republik Krakau, 1846 wurde es als Teil des Großherzogtums Krakau wieder in die Länder des Kaisertums Österreich annektiert.
1918, nach dem Ende des Ersten Weltkriegs und dem Zusammenbruch der k.u.k. Monarchie, wurde Bobrek Teil Polens. Unterbrochen wurde dies nur durch die Besetzung Polens durch die Wehrmacht im Zweiten Weltkrieg. Es gehörte dann zum Landkreis Krenau im Regierungsbezirk Kattowitz in der Provinz Schlesien (seit 1941 Provinz Oberschlesien). In Bobrek befand sich ein Außenlager des KZ Auschwitz I der Siemens-Schuckertwerke AG.
Von 1975 bis 1998 gehörte Bobrek zur Woiwodschaft Bielsko-Biała.

## Sehenswürdigkeiten
- Palast, gebaut 1820
- Kirche, gebaut 1780–1847

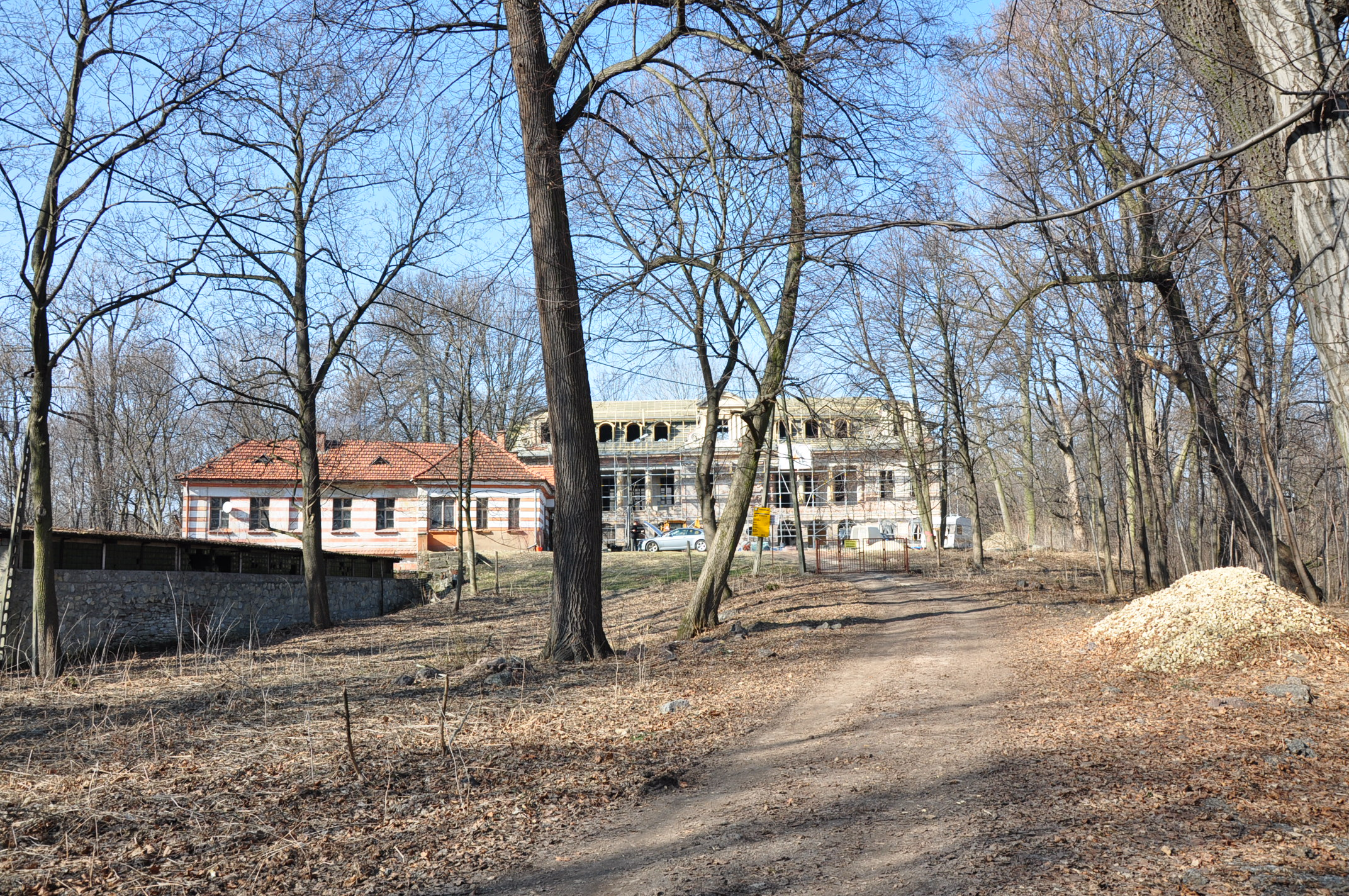
Palast
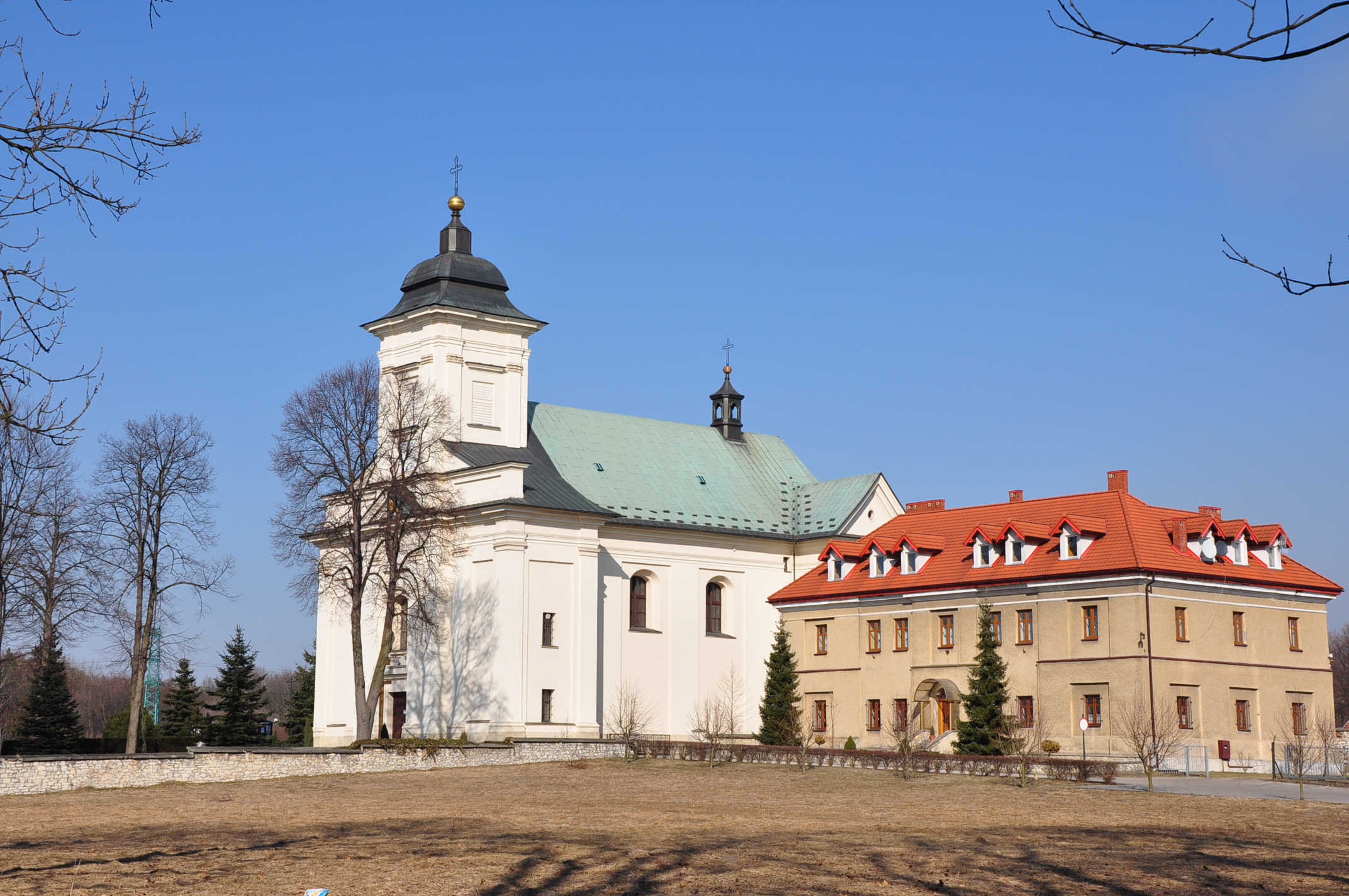
Kirche